# Чуйкевичи
Чуйке́вичи (пол. Czujkiewicz) — древний дворянский род казацкого происхождения.
Ведёт начало от Никифора Чуйкевича (XVII в.) и его сыновей Василия Никифоровича (1642 — после 1710) — генерального судьи при гетмане Иване Мазепе, и Александра Никифоровича — полтавского городового писаря. Сын последнего, бунчуковый товарищ, а потом генеральный писарь (с 1707 года) Фёдор Александрович Чуйкевич (ум. ок. 1764) — автор кодекса «Суд и расправа в правах малороссийских» — был записан с потомством в I части родословной книги Черниговской губернии. Его прямым потомком был участник Бородинского сражения генерал-майор Пётр Андреевич Чуйкевич (1783—1831).
Есть ещё один дворянский род Чуйкевичей, более позднего происхождения.